# 日本フェビアン協会
日本フェビアン協会(にほんふぇびあんきょうかい)は、イギリスのフェビアン協会に倣った社会主義の研究および啓蒙活動を行う団体である。

## 第一次
1924年(大正13年)4月27日に秋田雨雀、安部磯雄、菊池寛、島中雄三を含む9人が発起人となって結成された。同年2月10日に新たな社会主義団体の結成が提案され、翌月に団体名称を「日本フェビアン協會」と決定した。発足当初から石川三四郎、藤森成吉ほか、28人が参加しており、後に会員数は87人にまで拡大した。
機関紙は堺利彦、山川均によって1919年(大正8年)4月から1922年(大正11年)1月まで刊行されていた『社会主義研究』(後に『解放』)を復刊し、1924年(大正13年)5月から1925年(大正14年)6月まで刊行された。編集は山崎今朝弥が担当した 。
協会内の無政府主義者の増加によって対立が顕著となり、1925年(大正14年)12月15日に総会が開催され18人の会員の下で解散が決定された。
活動
•『社会主義研究』6月号  - 1924年5月1日に刊行。
•『社会主義研究』11月革新号(第2巻第1号)  - 1924年11月1日に発刊。『社会主義研究』は6巻まで新光社(現在の誠文堂新光社)を通じて刊行されていたが、巻数を改めて本号より協会から直接に刊行される（変更の経緯は不詳）。

## 第二次
「新フェビアン協會(第二フェビアン協會)」と改称し1926年(大正15年)1月17日に秋田雨雀、 安部磯雄、大宅壮一、山崎今朝弥を発起人として結成される。機関紙は『解放』である。
活動
•『解放』2月号  - 1926年(大正15年)1月10日に刊行。同月12日には増刊号として「人と作品号」が刊行。
•『解放』3月号  - 1926年(大正15年)2月19日に刊行。
•『解放』4月号  - 1926年(大正15年)3月12日に刊行。
•『解放』5月号  - 1926年(大正15年)4月15日に刊行。同月29日には特別号が刊行。
•『解放』6月号  - 1926年(大正15年)5月12日に刊行。
•『解放』7月号  - 刊行前に発売禁止。
•『解放』8月号  - 1926年(大正15年)7月11日に刊行。
•『解放』9月号  - 1926年(大正15年)8月14日に刊行。刊行後に発売禁止（同月27日に再刊）。

## 第三次
1947年(昭和22年)に八木秀次を発起人として結成される。

## 第四次
日本フェビアン研究所として結成され、1959年(昭和34年)に「社会主義政策研究会」へと改称された。
会誌は『日本フェビアン研究』で、1969年(昭和44年)3月まで刊行された。